# Basttjärn
Basttjärn er en småort i Ljusnarsbergs kommun, Sverige. Riksväg 50 passerer igennem byen, og småorten Lerviken ligger cirka en kilometer nord for Basttjärn.
Mellem 1850 og 1978 havde byen minedrift. Minen er revet ned, og af minevirksomheden er der i dag kun nogle nedfaldne minestykker og ruiner tilbage.

## Bastkärn eller Basttjärn?
Der har længe været ført diskussioner om, hvorvidt byen hedder Basttjärn eller Bastkärn. Ordet Bastkärn kommer af søen Stora Basttjärnen ("Bast Kiern" 1699), og en sauna (svensk: bastu), som skal have ligget der. Søen blev i 1864 stavet Bastutjärn.
På de fleste kort står der i dag Basttjärn, mens der på skiltene ved byen står Bastkärn.